# Среднелатышский диалект

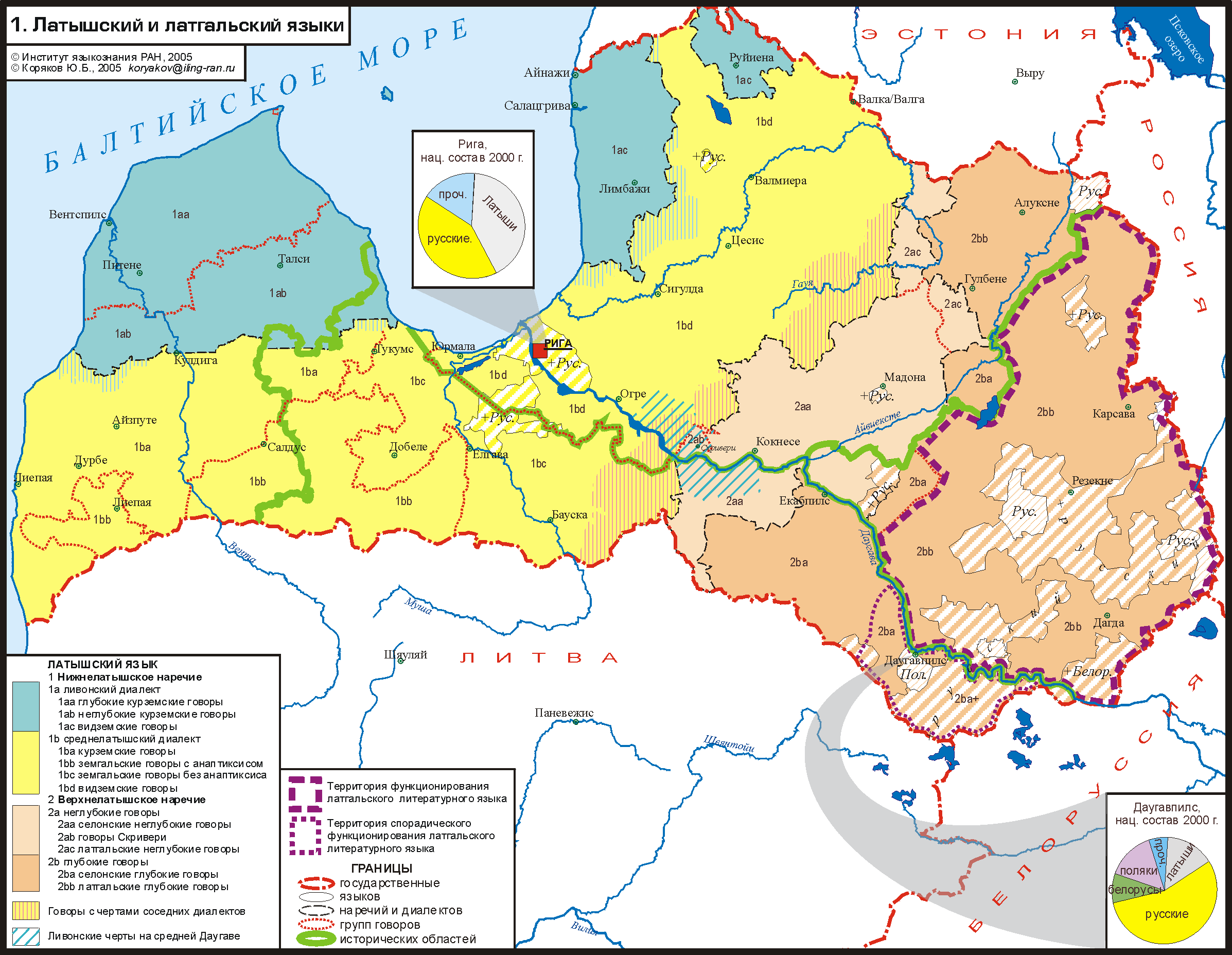
Ареал среднелатышского диалекта на карте распространения латышского и латгальского языков

Среднелаты́шский диале́кт (также центральнолатышский диалект; латыш. vidus dialekts; лит. vidurio tarmė) — один из трёх диалектов латышского языка. Распространён в юго-западных, центральных и северных районах Латвии, в Земгале, на юге Курземе, на юго-западе и в центре Видземе. Среднелатышский диалект близок ливонскому, вместе их иногда объединяют как нижнелатышские диалекты и противопоставляют верхнелатышскому.
Языковые особенности среднелатышского диалекта лежат в основе современного латышского литературного языка.

## Классификация
В состав среднелатышского диалекта включают следующие говоры:
- видземские говоры (латыш. vidzemes izloksnes) — распространены в центральной Видземе[9];
- земгальские говоры (латыш. vidus zemgaliskās izloksnes), сохранившие следы языка древних земгалов — распространены в центральной Земгале[10];
- курземские (куршские, куронские) говоры (латыш. kursiskās izloksnes), сохранившие следы языка древних куршей — распространены на севере Курземе, делятся на говоры с анаптиксой (ar anaptiksi) и без неё (bez anaptikses)[11].

Согласно классификации А. Гатерса, среднелатышский диалект дифференцируется на куршские среднелатышские, земгальско-куршские, земгальские и ливонские среднелатышские говоры.

## Область распространения

Диалекты латышского языка

Ареал среднелатышского диалекта размещён в юго-западных, центральных и северных районах Латвии в историко-этнографических областях Видземе (в её юго-западной и центральной части), Курземе (в её южной части) и Земгале.
Область распространения среднелатышского диалекта на востоке граничит с ареалом неглубоких (западных) говоров верхнелатышского диалекта, на юге — с ареалом литовского языка. На западе сределатышский ареал выходит к Балтийскому морю. На северо-западе к области распространения среднелатышского диалекта примыкает ареал курземских говоров ливонского диалекта, на севере и северо-востоке сределатышский ареал ограничивается побережьем Рижского залива Балтийского моря, а также граничит с ареалами видземских говоров ливонского диалекта и с ареалом эстонского языка. В районе Риги и к югу от города наряду с латышским также широко распространён русский язык.
В некоторых среднелатышских говорах на средней Даугаве распространены черты ливонского диалекта.

## Диалектные особенности
Для фонетики среднелатышского диалекта характерны такие черты, как:
1. Сохранение древней системы гласных не только в корневых, но также в суффиксальных и конечных слогах: [brā̃lī̃tis] «братик»; [gaîlis] «петух»; [mā̃te] «мать».
2. Сохранение в части говоров трёх слоговых интонаций, длительной, нисходящей и прерывистой: длительная — [luõks] «лук» (о растении); нисходящая — [lùoks] «лук», «дуга», «круг»; прерывистая — [luôks] «окно».

Общие диалектные черты видземских и земгальских говоров:
1. Сохранение без изменений тавтосиллабических -ir, -ur: [zir̂ks] «лошадь»; [bur̃:t] «колдовать».
2. Наличие глагольной основы прошедшего времени на -ā- на месте -ē-: [mē̃s vedā̃m] «мы вели / везли».
3. Образование форм будущего времени от глаголов первого спряжения, корень которых оканчивается на согласные s, z, t, d при помощи вставки -ī- между корнем и суффиксом будущего времени: [es nesī̂šu] «я понесу»; [tu nesī̂si] «ты понесёшь».
4. Одинаковый способ образования возвратных глаголов как от безприставочных, так и от приставочных глаголов: [cel̂tiês] «вставать»; [pìecel̂tiês] «встать».

Для курземских говоров характерны такие языковые особенности, как:
1. Сохранение исконного гласного [u] перед губными согласными [v] и [b]: [zuve] (латыш. литер. zivs [zìus]) «рыба»; [dubęn̂c] (латыш. литер. dibens [dibèns]) «дно».
2. Переход дифтонгических сочетаний -ar- > [-ār-], -er- > [-ēr-], в том числе и при произношении их с прерывистой интонацией: [dā̂rps] (латыш. литер. darbs [dar̂ps]) «работа»; [ʒę̄̂rt] (латыш. литер. dzert [ʒer̂t]) «пить».
3. Утрата согласного [v] в позиции после [l]: [cilē̃ks] (латыш. литер. cilvēks [cìlvē̃ks]) «человек»; [pagā̂lis] (латыш. литер. pagalvis [pagal̂vis]) «изголовье», «подушка».
4. Случаи сохранения древнего тавтосиллабического [n], [ŋ]: [bezdeliŋ̂ga] (латыш. литер. bezdelīga [bezdelī̂ga]) «ласточка» и т. д.